# Szkoła Podstawowa im. Władysława Kojdra w Grzęsce
Szkoła Podstawowa im. Władysława Kojdra w Grzęsce – szkoła o charakterze podstawowym w Grzęsce.

## Historia
Początki szkolnictwa w Grzęsce są datowane na połowę XIX wieku. W 1858 roku został zbudowany drewniany budynek szkolny. Przydatnym źródłem archiwalnym do poznawania historii szkolnictwa w Galicji są austriackie Szematyzmy Galicji i Lodomerii, które podają wykaz szkół ludowych w Galicji, wraz z nazwiskami ich nauczycieli. 
W latach 1868–1873 wzmiankowana jest Szkoła trywialna w Grzęsce, której nauczycielem do 1871 roku był Apolinary Staszewski. W latach 1873–1874 szkoła była ludowa, w latach 1874–1912 szkoła była 1-klasowa, a od 1912 szkoła była 2-klasowa. Początkowo szkoły wiejskie były tylko męskie, a od 1890 roku było mieszane (koedukacyjne). 
Od 1904 roku szkoła posiadała nauczycieli pomocniczych, którymi byli: Maria Wierzbicka (1904–1906), Anna Fox (1906–1909), Maria Bielecka (1907–1909), Stanisława Gądelowska (1910–1911), Helena Skotnicka (1910–1911), Edward Trybus (1911–1912), Stanisław Chłap (1911–1912), Stefania Majewska (1912–1913), Franciszek Gąska (1912–1914?), Maria Pocałuniówna (1912–1914?), Rozalia Żugaj (1913–1914?).
W 1910 roku zbudowano murowany budynek szkolny, gdy po II wojnie światowej wprowadzono szkołę 7-letnią, z powodu problemów lokalowych podjęto decyzję o rozbudowie szkoły. W latach 1964–1966 dokonano rozbudowy szkoły. 12 października 1986 roku odbyła się uroczystość nadania szkole imienia Władysława Kojdra.
W 1999 roku na mocy reformy oświaty zorganizowano 6-letnią szkołę podstawową i 3-letnie gimnazjum. W 2010 roku rozpoczęto rozbudowę szkoły - budowę sali gimnastycznej z budynkiem dydaktyczno-żywieniowym i łącznikiem. 4 września 2017 roku odbyło się poświęcenie nowej szkoły. W 2017 roku na mocy reformy oświaty przywrócono 8-letnią szkołę podstawową.
Kierownicy szkoły
1867–1871. Apolinary Staszewski
1871–1872. Jan Brzuszkiewicz
1872–1878. Ferdynand Nowogrodzki
1878–1880. Jan Rejmann
1880–1897. Kazimierz Fuss
1897–1914(?). Maria Fox
1918–?. Leon Haduch.
 ?–1927. Franciszek Gąska.
1929–1935. Władysław Kowalski.
1938–?. Bolesław Horbowski.